# Two Yoo Project Sugar Man
Projeto Two Yoo - Sugar Man ( hangul: 투유 프로젝트 – 슈가맨     ) é um programa de televisão sul-coreano de 2015 estrelado por vários artistas. O piloto original de dois episódios foi ao ar às 22:50 ( KST ) na quarta-feira (19 e 26 de agosto de 2015) sob o nome Projeto Two Yoo, em busca de Sugar Man ( hangul: 투유프로젝트 슈가맨을 찾아서     ) A transmissão regular da primeira temporada, organizada por Yoo Jae-suk, You Hee-yeol, Kim Eana e Sandara Park, começou em 20 de outubro de 2015, todas as terças-feiras às 22:50 (KST), terminando em 12 de julho de 2016. 
A segunda temporada vai ao ar a partir de 14 de janeiro de 2018, todos os domingos às 22:40 (KST). Park Na-rae e Joy ( Red Velvet ) se juntam como MCs ao lado de Yoo Jae-suk e You Hee-yeol.  O último episódio da segunda temporada foi ao ar em 27 de maio de 2018.   
A terceira temporada está confirmada para o ar a partir de 29 de novembro de 2019, toda sexta-feira às 21:00 (KST). Kim Eana, que retorna depois de ser um dos MCs da 1ª Temporada, e Heize se juntará como MCs ao lado de Yoo Jae-suk e You Hee-yeol.  O último episódio da terceira temporada foi ao ar em 6 de março de 2020.

## Sinopse
A ideia do programa começou com o documentário Searching For Sugar Man, que se refere ao documentário sueco-britânico de 2012 sobre o músico americano Sixto Rodriguez, que desapareceu na obscuridade nos Estados Unidos, mas de alguma forma acabou como uma mega estrela na África do Sul. 
O programa gira em torno da batalha de duas equipes lideradas por Yoo Jae-suk e Yoo Hee-yeol. Cada equipe trará de volta um "Sugar Man": o cantor que foi uma maravilha de um hit, mas que desapareceu desde os olhos do público. As duas equipes recriam a música antiga, "Sugar Song", em novas versões que as tornarão atraentes para o mercado musical de hoje. Para reviver sua glória, as músicas serão recriadas por cada produtor de cada equipe com o artista de hoje, "Show Man", que está programado para mudar todos os episódios. 